# Dimitris Papaioanu
Dimitris Papaioanu (gr. Δημήτρης Παπαϊωάννου, ur. 23 sierpnia 1942, zm. 15 marca 2023) – piłkarz grecki grający na pozycji napastnika. W swojej karierze rozegrał 61 meczów w reprezentacji Grecji i strzelił w nich 21 goli.

## Kariera klubowa
Swoją karierę piłkarską Papaioanu rozpoczął w klubie AEK Ateny. W sezonie 1961/1962 zadebiutował w jego barwach w pierwszej lidze greckiej. Swój pierwszy sukces z AEK-iem osiągnął w sezonie 1962/1963, gdy wywalczył z nim pierwszy tytuł mistrza Grecji. Wraz z AEK-iem po tytuł mistrzowski sięgał także w sezonach 1967/1968, 1970/1971, 1977/1978 i 1978/1979. W swojej karierze trzykrotnie zdobywał Puchar Grecji w latach 1964, 1966 i 1978. W sezonie 1963/1964 z 29 strzelonymi golami został królem strzelców greckiej ligi. Osiągnięcie to powtórzył również w sezonie 1965/1966 (zdobył w nim 23 bramki). W AEK-u grał do końca sezonu 1979/1980. W klubie tym rozegrał łącznie 481 ligowych meczów oraz strzelił 234 gole.
W 1980 roku Papaioanu wyjechał do Stanów Zjednoczonych. Grał w klubie NY Pancyprian-Freedoms z Nowego Jorku. W 1983 roku zakończył karierę w wieku 41 lat.

## Kariera reprezentacyjna
W reprezentacji Grecji Papaioanu zadebiutował 27 listopada 1963 roku w przegranym 1:3 towarzyskim spotkaniu z Cyprem. 12 lutego 1964 roku strzelił swojego pierwszego gola w kadrze narodowej w przegranym 1:2 meczu kwalifikacyjnym do igrzysk olimpijskich w Tokio z Wielką Brytanią. W swojej karierze grał też w eliminacjach do MŚ 1966, Euro 68, MŚ 1970, Euro 72, MŚ 1974, Euro 76, MŚ 1978 i Euro 80. Od 1964 do 1978 roku rozegrał w kadrze narodowej 61 spotkań, w których zdobył 21 bramek.